# Kabeljauwse verbondsakte

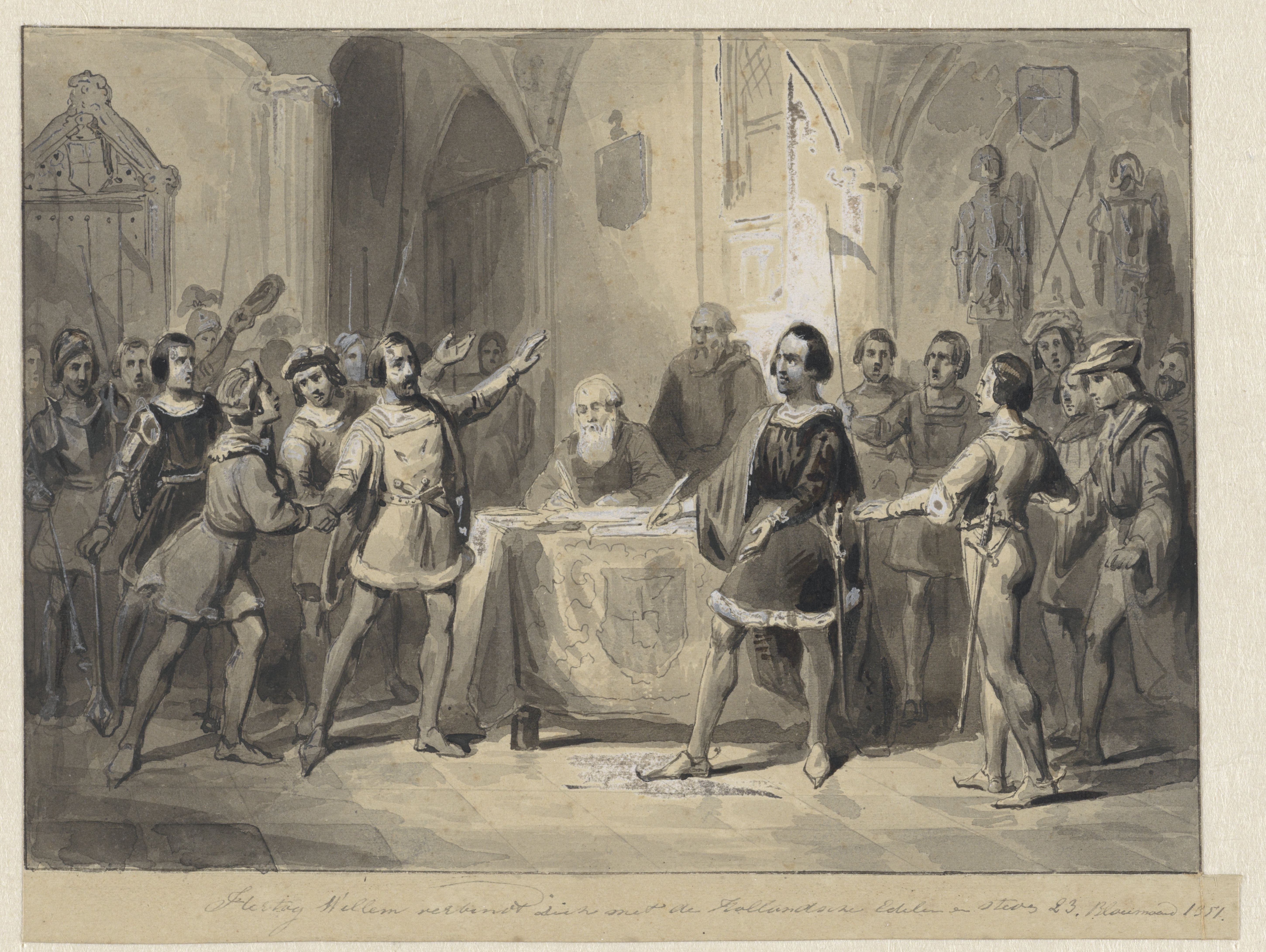
"Willem de Verbeider" sluit zich aan bij de edelen en steden in 1350/51. tekening Johann Wilhelm Kaiser.

De Kabeljauwse verbondsakte is het eerste feitelijke schriftelijk bewijs dat getekend werd met betrekking tot de Hoekse en Kabeljauwse twisten. De term "Kabeljauw" werd pas gebruikt door 19e-eeuwse en 20e-eeuwse geleerde en historici als "Nieymeier, H.P.H. Jansen, en H.M. Brokken" om de verbondsbrieven te kunnen duiden. Het was een verdrag waarin edelen en steden zich aansloten bij Willem V van Holland tegen zijn moeder Margaretha van Henegouwen en haar bondgenoten.

## Ontstaan
De akte werd getekend op 23 mei 1350 waarschijnlijk in Delft, dat een Kabeljauws bolwerk was, en in augustus dat jaar uitgevaardigd. De ondertekenaars waren onder meer Jan I van Egmont, Gerard van Heemskerk, Jan IV van Arkel, Jan van de Wateringen en de stad Delft. Op 19 november 1350 sloten Jan van Culemborg, heer van Woudenberg, Jan III van Persijn, Jan die Moilenaar en Gijsbrecht II van Nijenrode zich aan met een nieuwe verbondsbrief, die Van Nijenrode als akte in beheer hield op kasteel Nijenrode. De kabeljauwse beweging bestond vooral uit edellieden, gesteund door burgers, vissers en boeren, die maar weinig vooruitgang zagen in de lage landen en het conservatisme zat waren.
Of deze verbondsakte echt de oorzaak was van een oorlog die meteen uitbarstte is niet geheel te bevestigen. Het is wel een feit dat met de moord op Kabeljauw Klaes van Zwieten op 23 augustus 1350 helemaal de ban gebroken was. De gewestelijke steden kozen nadien meestal een Kabeljauwse bewindvoerder in het bestuur van de stad. Het is bekend dat er in de periode 1350-51, 1391-94 en 1420-28 een verbondsakte werd getekend. Jan van Arkel, Jan van Egmont en Gerard van Heemskerk waren de eersten die de akte ondertekenden met als reden dat ze allen financieel schade hadden geleden, door verlies van belangrijke functies en posten. In november sloot Gijsbrecht van Nijenrode zich bij dit verbond aan en later ook de heren van Raaphorst en Kralingen.
Op 17 oktober 1391 werd er een nieuwe verbondsakte getekend en zelfs bekrachtigd door Albrecht van Beieren. De naam "Kabeljauw" werd nog steeds niet gebruikt, maar de formulering luidde: een formeel verbond ter bescherming tegen "lude, die ons belasten wille". Pas in 1428, in een akte gesloten tijdens de Zoen van Delft, werd voor het eerst gesproken over Hoeken en Kabeljauwen als: dat niemand uitgesloten mag worden "noch Houck, noch van Cabeljau"
Als tegenhanger werd op 5 september 1350 een Hoekse verbondsakte getekend. Op 26 september 1351 werd een nieuw verbond ondertekend met betrekking op 12 steden (inclusief Vlaardingen, dat geen stadsrechten had), deze maakte een verdrag dat de steden elkaar bijvielen als de graaf hun bedreigde of zijn beloftes niet na kwam. Dit verdrag is nog goed bewaard in de archieven en bezegeld met elf stadszegels.